# Abdel Metalsi
Abdel Metalsi (sinh 19 tháng 4 năm 1994) là một cầu thủ bóng đá Hà Lan gốc Bosna và Hercegovina thi đấu cho Mladost Doboj Kakanj. Anh cũng mang quốc tịch Hà Lan.

## Sự nghiệp câu lạc bộ
Anh ra mắt chuyên nghiệp ở Eerste Divisie cho Almere City FC ngày 7 tháng 8 năm 2015 trong trận đấu với VVV-Venlo.
Tính đến mùa giải 2017-18 Abdel đang thi đấu ở Bosnian Premiership cho câu lạc bộ Mladost Doboj Kakanj